# Gnaius Pompeius Magnus (Claudius' schoonzoon)
Gnaius Pompeius Magnus was familie van de gelijknamige triumvir, maar zijn afkomst wordt niet verduidelijkt door de antieke auteurs. Hij was zeer waarschijnlijk een zoon van Lucius Licinius Crassus Frugi (consul in 29 n.Chr.) en Scribonia. De laatste was een dochter van Lucius Scribonius Libo en Pompeia, de dochter van Sextus Pompeius die een zoon van de triumvir was. Hij zou dus een achterkleinzoon van Sextus Pompeius en achterachterkleinzoon van de triumvir zijn geweest. Het was in de keizertijd niet ongebruikelijk voor personen om hun vaders nomen gentile te laten vallen en die van hun moeder aan te nemen. Caligula zou aan Pompeius niet toestaan het cognomen Magnus te gebruiken, maar het werd hem door de nieuwe princeps Claudius, met wiens dochter Claudia Antonia hij trouwde, weer toegestaan deze te dragen. Hij werd door zijn schoonvader naar de senaat gezonden om zijn overwinning op Britannia te verkondigen. Hij was daarop echter ter dood veroordeeld door Claudius, op instigatie van Messalina.

## Antieke bronnen
- Cass. Dio, LX 5, 21, 29.
- Zonar., XI 9.
- Suet., Cal. 35, Claud. 27, 29.
- Senec., Apocol. Claud.

## Referentie
- W. Smith, art. Cn. Pompeius Magnus (28), in W. Smith (ed.), A dictionary of Greek and Roman biography and mythology, III, Boston, 1867, p. 491.